# Deutscher Angelfischerverband
Der Deutsche Angelfischerverband e. V. (DAFV) ist der Dachverband der Angelfischer in Deutschland. Mit seinen rund 500.000 Mitgliedern ist der DAFV in Deutschland einer der größten nach § 59 des Bundesnaturschutzgesetzes anerkannten Naturschutzverbände.

## Geschichte
Der Verband entstand am 28. Mai 2013 mit dem Zusammenschluss des Verbandes Deutscher Sportfischer (VDSF), dem hauptsächlich Angler aus dem alten Bundesgebiet angehörten, und des Deutschen Anglerverbandes (DAV), der meistenteils in den Neuen Bundesländern beheimatet war.
Diverse Anläufe zur Fusion der beiden deutschen bundesweiten Anglerverbände waren seit der Deutschen Wiedervereinigung 1990 gescheitert. Vor dem Zusammenschluss wurden vom VDSF teilweise die Angel-Wettkämpfe des DAV abgelehnt, da man sich selbst eher als Naturschutzverband sah. Mitglieder des DAV lehnten hingegen Regelungen wie das Nachtangelverbot ab.
Zum Jahresende 2014 erklärte der DAFV seinen Austritt aus dem Deutschen Olympischen Sportbund.
Am 28. August 2021 wurde Klaus-Dieter Mau zum neuen Präsidenten gewählt.